# Mikaela Lupu

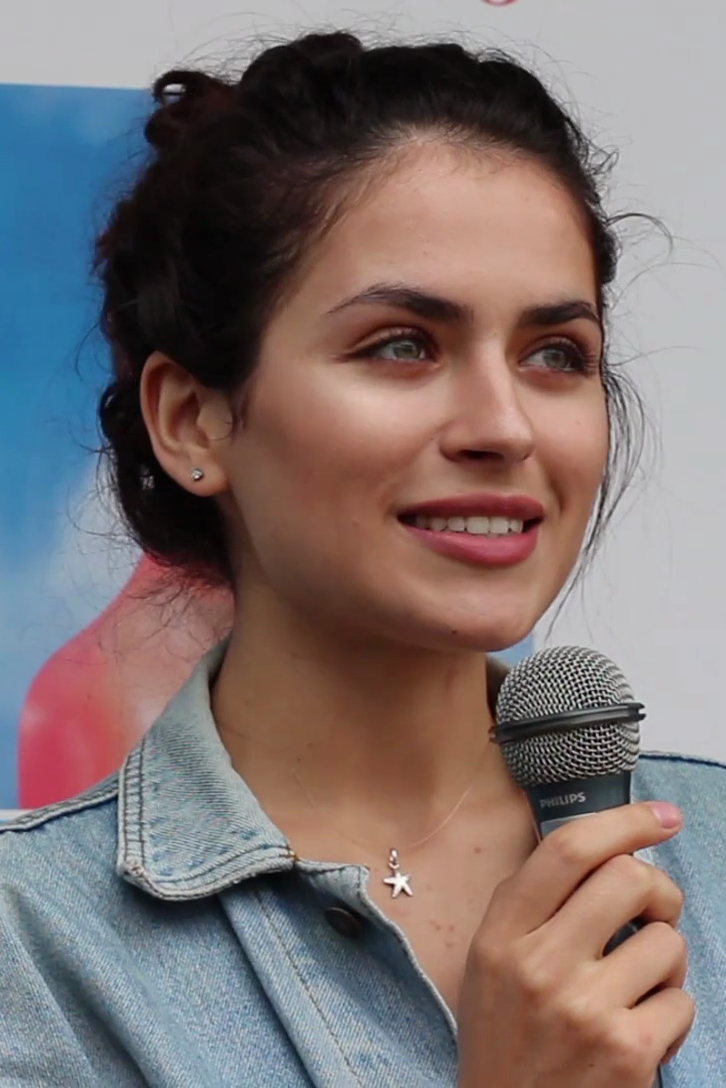
Mikaela Lupu

Mikaela Lupu (* 16. September 1995 in Moldawien) ist eine portugiesische Schauspielerin moldawischer Abstammung.

## Leben und Karriere
Lupu wurde in Moldawien geboren. Im Alter von fünf Jahren zog sie mit ihrer Familie nach Portugal. Ihr Debüt gab sie 2011 in der Fernsehserie Morangos com Açúcar. Anschließend war sie in O Beijo do Escorpião zu sehen. Außerdem trat sie 2014 in der Serie Os Filhos do Rock auf.
2017 war Lupu mit dem portugiesischen Schauspieler Nuno Lopes liiert. Das Paar trennte sich jedoch ein Jahr später.

## Filmografie (Auswahl)
Filme
- 2017: O Dia da Exaltação
- 2018: Adelaide
- 2019: Calcamar

Serien
- 2011–2012: Morangos com Açúcar
- 2014: Os Filhos do Rock
- 2014: O Beijo do Escorpião
- 2016–2017: A Impostora
- 2017: Vidago Palace
- 2019: Teorias da Conspiração
- 2020: Nazaré
- 2021: O Club
- 2021: A Consoada - Uma História de Natal
- 2023: Ao Largo